# Питай
Питай (Курочка) — річка  в Україні, у Погребищенському й Козятинському  районі Вінницької області, ліва притока  Десни (басейн Південного Бугу).

## Опис
Довжина річки 16 км., похил річки — 2,4 м/км. Формується з багатьох безіменних струмків та водойм.  Площа басейну 97,0 км².

## Розташування
Бере  початок на південно-східній околиці Станилівки. Тече переважно на південний захід через Мухувату, Вівсяники і у Збаражі впадає у річку Десну, ліву притоку Південного Бугу.
Річку перетинає автомобільна дорога Т 0227